# Tři muži v negližé
Tři muži v negližé (v anglickém originále To Wong Foo, Thanks for Everything! Julie Newmar) je americká filmová komedie z roku 1995. Režisérem filmu je Beeban Kidron. Hlavní role ve filmu ztvárnili Wesley Snipes, Patrick Swayze, John Leguizamo, Stockard Channing a Blythe Danner.

## Obsazení
| Wesley Snipes     | Noxeema Jackson                 |
| Patrick Swayze    | Vida Boheme                     |
| John Leguizamo    | Chi-Chi Rodriguez               |
| Stockard Channing | Carol Ann                       |
| Blythe Danner     | Beatrice                        |
| Arliss Howard     | Virgil                          |
| Jason London      | Bobby Ray                       |
| Chris Penn        | šerif Dollard                   |
| Robin Williams    | John Jacob Jingleheimer Schmidt |

## Ocenění
Patrick Swayze a John Leguizamo byli za své role v tomto filmu nominováni na Zlatý glóbus.